# 丁皇后 (曹嵩)
太皇后丁氏，名不详，魏太帝曹嵩之妻，曹操的母亲。
她事跡不詳，只知她嫁與魏太帝。延康元年（220年），魏王曹丕追封祖父曹嵩為太王，祖母丁氏則為太王后。同年曹丕即皇帝位，改元黄初，尊封太王為太皇帝，丁氏上諡號太皇后。